# Tiro alla fune ai Giochi della V Olimpiade

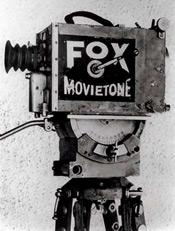
video della competizione (durata: 43")

Al torneo di tiro alla fune ai Giochi olimpici del 1912 presero parte due squadre.
La Svezia fu rappresentata dalla Polizia di Stoccolma, mentre la Gran Bretagna dai campioni olimpici uscenti della Polizia della City of London. Inizialmente dovevano prendere parte al torneo anche le rappresentative di Austria, Boemia e Lussemburgo, ma non riuscirono a presentarsi; questo sconvolse i programmi e il girone all'italiana previsto si trasformò in uno scontro diretto.
La competizione si è svolta a Stoccolma allo Stadio Olimpico l'8 luglio 1912.

## Partecipanti
| Squadre partecipanti | |
| Svezia | Gran Bretagna |
| Arvid Andersson Adolf Bergman Johan Edman Erik Algot Fredriksson Carl Jonsson Erik Larsson August Gustafsson Herbert Lindström | Alexander Munro John Sewell James Shepherd Joseph Dowler Edwin Mills Frederick Humphreys Mathias Hynes Walter Chaffe |

## Risultati della gara

### Finale
| Data            | Squadra1 | Squadra2      | Punteggio   |
| (8 luglio 1912) | Svezia   | Gran Bretagna | sconosciuto |

## Classifica finale
| Posizione | Squadra       | Paese         |
| --------- | ------------- | ------------- |
| 1         | Svezia        | Svezia        |
| 2         | Gran Bretagna | Gran Bretagna |
| 3         | Non assegnata |               |